# Bessera
Bessera é um género botânico pertencente à família Themidaceae.